# Чінчага (річка)
Чінчага — річка на північному заході Альберти (Канада). Вона є притокою річки Хей. Через річку Хей її води протікають до Північного Льодовитого океану через Велике Невільниче озеро та річку Маккензі. Назва Чінчага походить від корінних народів і означає «Велика Лісова Річка». Значна частина водозбору Чінчага згоріла в 1950 році під час пожежі в Чінчазі. 

## Курс
Річка Чінчага бере початок у Чінчагаських озерах, серії невеликих озер у затоці північно-східної Британської Колумбії, на висоті 795 м. Вона тече на схід до Альберти, потім продовжує свій шлях на північний схід до заходу від річки Кег, де повертає на північ. Далі вона зливається з річкою Хей між озером Зама та Гай-Левел на висоті 325 м. У нижній течії утворюється серія стариць. Приблизна довжина річки становить 500 км, а середній стік при злитті з річкою Хей становить 30 м³/с. 

## Притоки

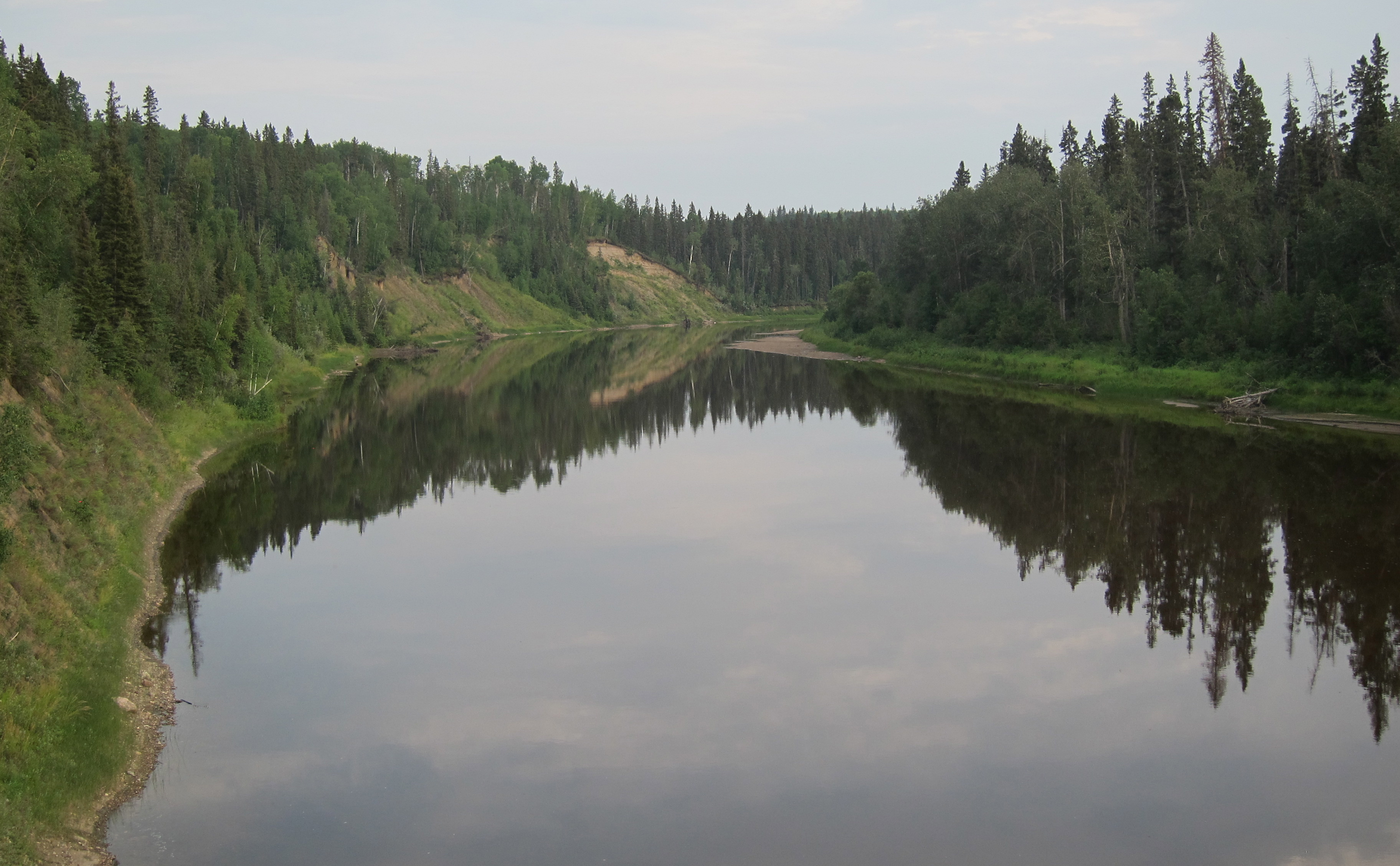
Річка Чінчага поблизу шосе 58

- Леннард-Крік
- Танге-Крік
- Вернюк-Крік
- Слоут-Крік
- Крік Вейдера
- Тордарсон-Крік
- Ваніанді-Крік
- Річка Харо
- Річка Хейґ

## Збереження та розвиток
Заповідник дикої природи Чінчага — це велика ділянка землі, виділена наприкінці 1999 року урядом Альберти для захисту середовища існування ведмедів грізлі та лісових карібу, а також місць гніздування лебедів-трубачів. Однак решта території Чінчага є відомими мисливськими угіддями.  У цьому районі розробляються значні родовища нафти та газу (такі як Гамбург) та відбувається лісозаготівля.